# Cova d'en Genís
La cova d'en Genís, també coneguda com el cau d'en Genís, és un paradolmen que es troba al municipi de Santa Coloma de Gramenet (Barcelonès), declarat bé cultural d'interès local.
Està situat al parc de la Serralada de Marina, al vessant sud-oest del turó del Pollo, a prop de l'ermita de Sant Climent i a 500 metres del jaciment arqueològic del Puig Castellar.
Va ser descobert l'any 1955 per Genís Ibáñez, el qual va donar nom a la troballa i va ser excavat pel Centre Excursionista Puig Castellar. D'aquestes excavacions van treure una tíbia humana, que es va fer desfer, i dos vasos de ceràmica que devien formar part de l'aixovar funerari. És un sepulcre de l'edat del bronze constituït per un gran bloc de granit que descansa sobre uns altres blocs més petits i forma una cavitat interior de 3 metres d'ample per 2,50 metres d'alt.